# Pseudocyphellaria soredioglabra
Pseudocyphellaria soredioglabra är en lavart som beskrevs av Kantvilas & Elix. Pseudocyphellaria soredioglabra ingår i släktet Pseudocyphellaria och familjen Lobariaceae.   Inga underarter finns listade i Catalogue of Life.